# نولان خطي الأوراق
نولان خطي الأوراق (الاسم العلمي:Nolana linearifolia) هو نوع نباتي يتبع جنس النولان من فصيلة الباذنجانية.